# Adarga

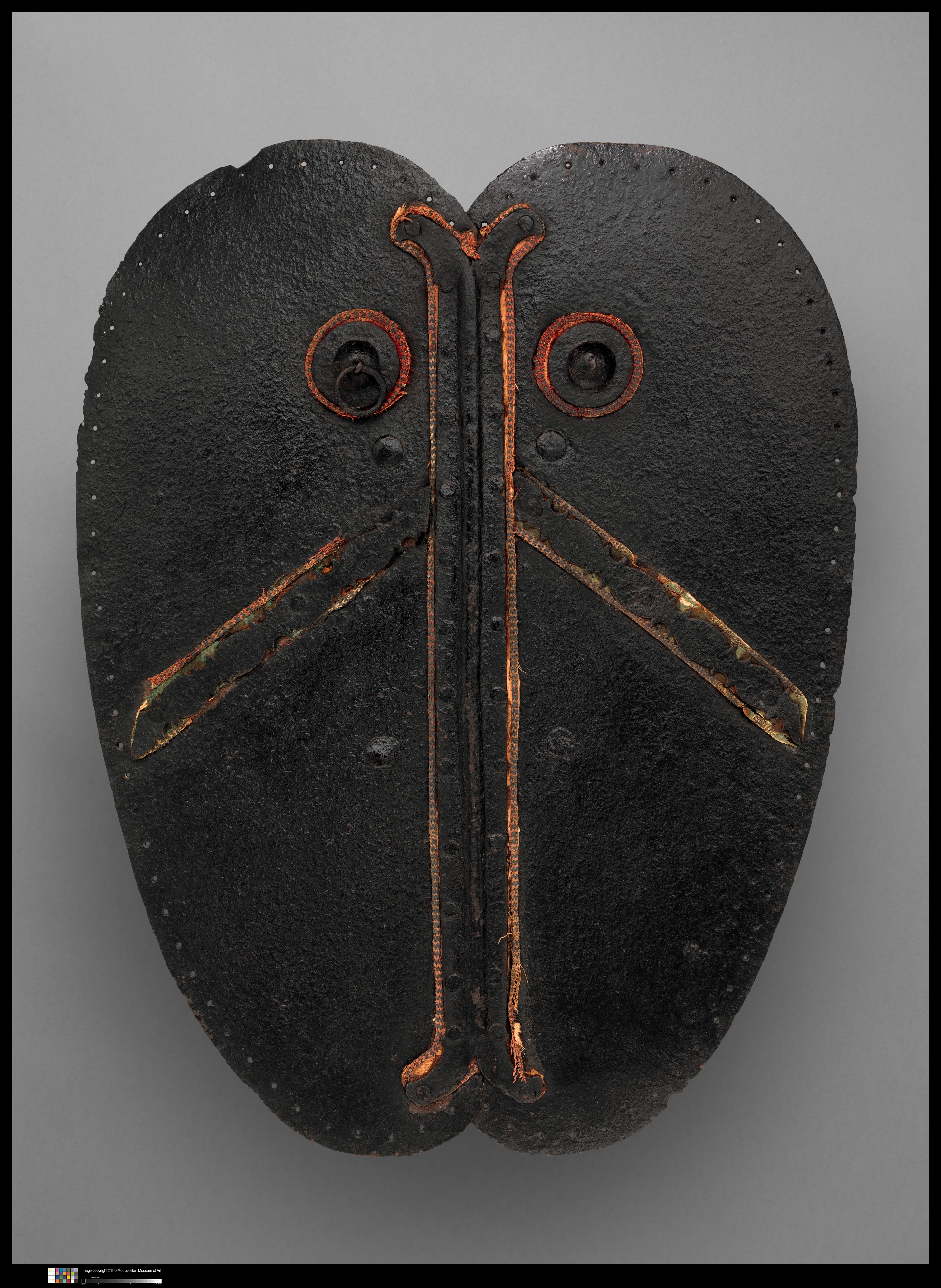
Adarga del en el Museo de Arte Metropolitano

Una adarga es un escudo hecho de cuero y de forma ovalada y posteriormente con forma de corazón. Usado originalmente por la caballería musulmana de Al-Ándalus, con el nombre de addárqa (procedía del norte de África; en Fez estaba el principal centro de producción). Es muy resistente a la espada, a la lanza y a la flecha. En los siglos XIV y XV la adarga fue utilizada por la infantería y caballería cristiana hasta que en el siglo XVI se hizo general el uso de armas de fuego. Aun así siguió en uso en el siglo XVII en combates de caballería entre la nobleza peninsular, porque en aquellos tiempos se tardaba muchísimo en recargar un arma, y la espada y la lanza siguieron siendo importantes hasta la aparición de la bayoneta. La adarga fue ampliamente utilizada por los conquistadores en América.
Las adargas eran de gran aplicación para los juegos de cañas y de correr alcancías. "La más a propósito para cañas ha de ser grande, de medio arriba tiesa y de medio abajo blanda porque se pueda doblar sobre el anca del caballo. La embrazadura en medio de ella y ha de tener dos brazales y una manija y un fiador que venga desde el hombro como tahalí, con su hebilla para acortar y alargar. Se hacen de cartones y de junquillos, a modo de ribetes, de que se guarnecen y han de tener veinte bordes a la redonda por fuera de guarnición y también las suelen forrar de dos antes. Doran las adargas y las platean por dentro; parecen mejor de hierro blancas..." Para el juego de alcancías, se cubrían de madera delgada para hacerlas saltar en pedazos. Las que se conservan en la Real Armería española, de más de un metro de altas, tienen el frente cubierto con prolija y fina ornamentación primorosamente bordada en sedas de diversos colores e inscripciones cúficas, ofreciendo un aspecto artístico muy original y valor decorativo.